# Dingosa
Genre
Dingosa est un genre d'araignées aranéomorphes de la famille des Lycosidae.

## Distribution
Les espèces de ce genre se rencontrent en Australie et Amérique du Sud.

## Liste des espèces
Selon World Spider Catalog (version 17.0, 05/04/2016) :
- Dingosa humphreysi (McKay, 1985)
- Dingosa liopus (Chamberlin, 1916)
- Dingosa murata Framenau & Baehr, 2007
- Dingosa serrata (L. Koch, 1877)
- Dingosa simsoni (Simon, 1898)
- Dingosa venefica (Keyserling, 1891)

## Publication originale
- Roewer, 1955 : Die Araneen der Österreichischen Iran-Expedition 1949/50. Sitzungsberichte der Österreichischen Akademie der Wissenschaften, sér. I, vol. 164, p. 751-782.